# Михальчівська сільська рада
| Михальчівська сільська рада — орган місцевого самоврядування у Городенківському районі Івано-Франківської області з адміністративним центром у с. Михальче. 14 січня 1959 р. Городенківський райвиконком ухвалив рішення про приєднання Михальчівської сільради до Семаківської під приводом попереднього приєднання у грудні 1958 р. михальчівського колгоспу «Перемога» до семаківського колгоспу ім. Жовтневої Революції. Відновлена 30 жовтня 1990 року. Івано-Франківська обласна рада рішенням від 16 березня 2001 року внесла в адміністративно-територіальний устрій окремих районів такі зміни: у Городенківському районі підпорядкувала Михальчівській сільській раді село Білка Семаківської сільради. Водоймища на території, підпорядкованій даній раді: річка Дністер, річка Демишинка. Сільській раді підпорядковані населені пункти: - с. Михальче — населення 801 ос.; площа 14,474 км²; засн. в 1446 році. - с. Білка — населення 109 ос.; площа 2,190 км²; засн. в 1745 році. |

## Склад ради
Рада складається з 14 депутатів та голови.

### Керівний склад ради
| ПІБ                        | Основні відомості                                                                              | Дата обрання | Дата звільнення |
| -------------------------- | ---------------------------------------------------------------------------------------------- | ------------ | --------------- |
| Ящук Юрій Микитович        | Сільський голова, 1953 року народження, освіта, безпартійний                                   | 26.03.2006   | 31.10.2010      |
| Слободян Василь Михайлович | Сільський голова, 1981 року народження, освіта вища, член Всеукраїнського об'єднання 'Свобода' | 31.10.2010   | 09.09.2012      |
| Пронь Богдан Миронович     | Сільський голова, 1970 року народження, освіта середня спеціальна, безпартійний                | 09.09.2012   |                 |

Примітка: таблиця складена за даними джерела